# 2292 Сейлі
2292 Сейлі (2292 Seili) — астероїд головного поясу, відкритий 7 вересня 1942 року.
Тіссеранів параметр щодо Юпітера — 3,321.